# Genesi
Genesi es una compañía informática cuyo objetivo es el desarrollo de ordenadores con Arquitectura Power y ARM. La organización está dividida en dos partes, Genesi USA, Inc. que opera desde Texas, EUA, como el escaparate para las ventas, clientes y desarrolladores, y bplan GmbH con sede en Steinbach, Alemania, como su centro primario de investigación y desarrollo.
El hardware de Genesi se utilizó para el desarrollo del sistema operativo MorphOS pero un cisma entre la empresa y el equipo de desarrollo lo dejó en suspenso. Sin embargo, Genesi sigue siendo la principal fuente de soporte para la plataforma y continúa proporcionando recursos de desarrollo.
Genesi forma parte de Power.org una asociación para promover el uso de la Arquitectura Power, y también mantiene PowerDeveloper - un site de soporte para productos de Genesi y desarrollos en Arquitectura Power y ARM de otros fabricantes.

## Productos
El principal producto de Genesi son los ordenadores basados en PowerPC y ARM, y un firmware compatible Open Firmware para ordenadores basados en microprocesadores PowerPC de Freescale e IBM. Todos los productos pueden correr multitud de sistemas operativos, como Linux, MorphOS, OpenSolaris y QNX.
Sus productos actuales incluyen:
- EFIKA MX – Una pequeña placa madre con CPU ARM. Se comercializa, basada en esta placa, un ordenador de sobremesa de pequeño tamaño (EFIKA MX Open Client) y un netbook (EFIKA MX Open Client).

- Aura – Un firmware compatible Open Firmware con una capa de abstracción hardware y emulación de una BIOS x86 que proporciona funcionalidad de arranque para tarjetas gráficas estándar.

Sus productos descatalogados incluyen :
- EFIKA 5K2 – Una pequeña placa madre basada en  Open Firmware con un procesador Freescale MPC5200B SoC,  128 MB RAM, un conector IDE de 44 pines para un disco duro de 2,5 pulgadas, subsistema de sonido AC97 con conectores microjack y S/PDIF, dos USB 1.1, Ethernet 100, puerto serie RS-232 en formato DE-9, y una ranura PCI con soporte AGP mediante adaptador.
- Pegasos – Una placa madre Open Firmware con formato MicroATX y un microprocesador PowerPC G3/G4 , ranuras PCI, AGP, Ethernet, USB, DDR y FireWire.
- Open Desktop Workstation – Un ordenador basado en una placa madre Pegasos II con un microprocesador Freescale PowerPC 7447. Se pueden consultar las especificaciones completas en el website PowerDeveloper.org.